# Линд (Вашингтон)
Линд (енгл. Lind) град је у америчкој савезној држави Вашингтон. По попису становништва из 2010. у њему је живело 564 становника.

## Демографија
Према попису становништва из 2010. у граду је живело 564 становника, што је 18 (3,1%) становника мање него 2000. године.
| Група             | 2000.       | 2010.       |
| Белци             | 503 (86,4%) | 474 (84,0%) |
| Афроамериканци    | 0 (0,0%)    | 9 (1,6%)    |
| Азијати           | 1 (0,2%)    | 8 (1,4%)    |
| Хиспаноамериканци | 69 (11,9%)  | 63 (11,2%)  |
| Укупно            | 582         | 564         |